# Clover Studio
Pour les articles homonymes, voir Clover.
Clover Studio est un studio de développement de jeu vidéo japonais créé par l'entreprise Capcom, actif de 2004 à 2007. 

## Historique
Clover Studio est ouvert en tant que filiale de Capcom le 1er juillet 2004 pour des raisons de restructuration de l'entreprise. Le producteur Atsushi Inaba est nommé à sa tête en tant que CEO.
Un effectif de 64 personnes était prévu à l'ouverture pour des projets nouveaux avec un capital de 90 millions de yens (702.000 €) annoncé. Le studio a commencé par le développement du portage de Viewtiful Joe sur PlayStation 2 et la création des suites du jeu en 2005 et 2006.
Par la suite, le studio développe Ōkami, sous la direction de Hideki Kamiya. Le jeu rencontre avec difficulté le succès malgré de nombreux articles élogieux dans la presse spécialisée. Le dernier jeu vidéo de Clover Studio est God Hand sur PlayStation 2. Le jeu, assez difficile, est « ciblé pour les hardcore gamer » selon Inaba, les ventes restent donc modestes.
En juin 2006, Inaba décide de quitter Capcom pour monter sa propre société. En août, il fonde donc, en tant que président, Seeds Inc. avec plusieurs développeurs de renom de chez Clover Studio dont Shinji Mikami et Hideki Kamiya. En octobre 2006, une semaine après la sortie aux États-Unis d'Ōkami et de God Hand, Capcom décide de la fermeture de Clover Studio, qui sera effective en mars 2007,.
En octobre 2007 Seeds Inc change de nom à la suite d'une fusion avec Odd Ltd et devient Platinum Games.

## Jeux
- 2004 : Viewtiful Joe (PlayStation 2, portage)
- 2005 : Viewtiful Joe 2 (GameCube, PlayStation 2)
- 2005 : Viewtiful Joe: Double Trouble (Nintendo DS)
- 2005 : Viewtiful Joe: Red Hot Rumble (GameCube)
- 2006 : Viewtiful Joe: Red Hot Rumble (PlayStation Portable)
- 2006 : Ōkami (PlayStation 2, Nintendo Wii)
- 2006 : God Hand (PlayStation 2)